# Sōja (shinto)
Sont appelés sōja ou sōsha 総社, 惣社, 奏社, littéralement « sanctuaires regroupés ») les sanctuaires shinto dans lesquels tous les kamis vénérés d'une région le sont ensemble. Ces régions peuvent aussi être des fiefs (shōen), des districts et des villages, bien que ce terme désigne généralement des provinces entières,.
La première mention de la province de Sōja se trouve dans le journal de Taira no Tokinori — le Tokinori-ki — à la date du 9 mars 1099 (date traditionnelle : Kōwa 1/2/15) avec la province d'Inaba,. Le Hakusan no ki décrit comment le gouverneur de la province (kokushi) établit le sōja dans sa province de Kaga, pour ne pas avoir à se déplacer dans tous les sanctuaires de sa province pour les rites nécessaires à sa fonction (ex. : sa cérémonie d'investiture),.
Les sōja se trouvent généralement à proximité de la capitale provinciale (kokufu). Ces sanctuaires sont nouvellement créés ou existent déjà et sont désignés comme sōja. Ils peuvent aussi être les « premiers sanctuaires » de la province (ichi-no-miya), qui eux-mêmes sont d'une grande importance rituelle, ce qui peut conduire à une confusion entre ces deux types de sanctuaires, d'autant plus que les deux apparaissent à la même période.
Le nom « Sōja » se retrouve aussi dans des noms de lieux tels que celui de la ville de Sōja dans la préfecture d'Okayama.

## Liste[1]
| Région     | Province   | Sōja                                                 | Sōja                      | Ville/district, préfecture (actuel)     |
| Région     | Province   | Transcription                                        | Kanji                     | Ville/district, préfecture (actuel)     |
| ---------- | ---------- | ---------------------------------------------------- | ------------------------- | --------------------------------------- |
| Kínai      | Yamashiro  | ?                                                    |                           |                                         |
| Kínai      | Yamato     | ?                                                    |                           |                                         |
| Kínai      | Kawachi    | Shikiagatanushi-jinja                                | 志貴県主神社              | Sōsha, Fujiidera, Ōsaka                 |
| Kínai      | Izumi      | Izumiinuko-jinja keidai gosha sōja                   | 泉井上神社境内五社総社    | Izumi, Ōsaka                            |
| Kínai      | Settsu     | ?                                                    |                           |                                         |
| Tōkaidō    | Iga        | inconnu                                              |                           |                                         |
| Tōkaidō    | Ise        | Miyake-jinja (Sōjadaimyōjin)                         | 三宅神社                  | Suzuka, Mie                             |
| Tōkaidō    | Shima      | Kou-jinja ?                                          | 国府神社                  | Shima, Mie                              |
| Tōkaidō    | Owari      | Owari-Ōkunitama-jinja                                | 尾張大国霊神社            | Inazawa, Aichi                          |
| Tōkaidō    | Mikawa     | Sōja                                                 | 総社                      | Toyokawa, Aichi                         |
| Tōkaidō    | Tōtōmi     | Ōmikunitama-jinja                                    | 淡海国玉神社              | Iwata, Shizuoka                         |
| Tōkaidō    | Suruga     | Shizuoka Sengen-jinja (Sōja)                         | 神部・浅間神社            | Shizuoka, Shizuoka                      |
| Tōkaidō    | Izu        | Mishima-taisha ?                                     | 三嶋大社                  | Mishima, Shizuoka                       |
| Tōkaidō    | Kai        | Kaina-jinja (Shunomiya)                              | 甲斐奈神社                | District de Higashiyamanashi, Yamanashi |
| Tōkaidō    | Sagami     | Rokusho-jinja (Ōiso)                                 | 六所神社                  | Ōiso, district de Naka, Kanagawa        |
| Tōkaidō    | Musashi    | Ōkunitama-jinja                                      | 大國魂神社                | Fuchū, Tokyo                            |
| Tōkaidō    | Awa        | Rokusho-jinja (Tateyama) ?                           | 六所神社                  | Tateyama, Chiba                         |
| Tōkaidō    | Kazusa     | Togakushi-jinja ?                                    | 戸隠神社                  | Soja, Ichihara, Chiba                   |
| Tōkaidō    | Shimōsa    | Rokusho-jinja (Ichikawa)                             | 六所神社                  | Ichikawa, Chiba                         |
| Tōkaidō    | Hitachi    | Hitachi-no-Kuni-Sōshagū                              | 常陸國總社宮              | Ishioka, Ibaraki                        |
| Tōsandō    | Ōmi        | ?                                                    |                           |                                         |
| Tōsandō    | Mino       | Sōja (Nangū Otabi-jinja)                             | 南宮御旅神社              | District de Fuwa, Gifu                  |
| Tōsandō    | Hida       | Hida-sōsha                                           | 飛騨総社                  | Takayama, Gifu                          |
| Tōsandō    | Shinano    | Iwa-jinja                                            | 伊和神社                  | Sōza (惣社), Matsumoto, Nagano          |
| Tōsandō    | Kōzuke     | Sōja-jinja                                           | 総社神社                  | Motosojamachi, Maebashi, Gunma          |
| Tōsandō    | Shimotsuke | Ōmiwa-jinja (Shimotsuke) (ja) (Sōjarokushodaimyōjin) | 大神神社                  | Sojamachi, Tochigi, Tochigi             |
| Tōsandō    | Mutsu      | Mutsu Sōsha-no-miya                                  | 陸奥総社宮                | Tagajō, Miyagi                          |
| Tōsandō    | Dewa       | Rokusho-jinja (Tsuruoka) ?                           | 六所神社                  | Tsuruoka, Yamagata                      |
| Hokurikudō | Wakasa     | Sō-jinja                                             | 総神社                    | Obama, Fukui                            |
| Hokurikudō | Echizen    | Sōjadai-jingū                                        | 総社大神宮                | Echizen, Fukui                          |
| Hokurikudō | Kaga       | Isobe-jinja (Funamisha)                              | 石部神社                  | Komatsu, Ishikawa                       |
| Hokurikudō | Noto       | Sōsha (Rokusho-jinja)                                | 総社                      | Nanao, Ishikawa                         |
| Hokurikudō | Etchū      | inconnu                                              |                           |                                         |
| Hokurikudō | Echigo     | Sōja (Fuchū-hachimangū)                              | 総社                      | Jōetsu, Niigata                         |
| Hokurikudō | Sado       | Sōsha-jinja                                          | 総社神社                  | Sado, Niigata                           |
| San’indō   | Tamba      | Sōjinja                                              | 宗神社                    | District de Funai, Kyōto                |
| San’indō   | Tango      | inconnu                                              |                           |                                         |
| San’indō   | Tajima     | Keta-jinja (Toyooka)                                 | 気多神社                  | Toyooka, Hyōgo                          |
| San’indō   | Inaba      | disparu                                              |                           | District d'Iwami, Tottori               |
| San’indō   | Hōki       | Kokuchōri-jinja (Sōjadaimyōjin)                      | 国庁裏神社                | Kurayoshi, Tottori                      |
| San’indō   | Izumo      | Rokusho-jinja (Matsue)                               | 六所神社                  | Matsue, Shimane                         |
| San’indō   | Iwami      | Sōja (Ikan-jinja)                                    | 伊甘神社                  | Hamada, Shimane                         |
| San’indō   | Oki        | Tamawakasumikoto-jinja (Sōjadaimyōjin)               | 玉若酢命神社 (総社大明神) | District d'Oki, Shimane                 |
| San’yōdō   | Harima     | Itatehyōzu-jinja                                     | 射楯兵主神社              | Sōshahonmachi, Himeji, Hyōgo            |
| San’yōdō   | Mimasaka   | Sōsha                                                | 総社                      | Sōja, Tsuyama, Okayama                  |
| San’yōdō   | Bizen      | Bizen Sōja-no-miya                                   | 備前国総社宮              | Okayama, Okayama                        |
| San’yōdō   | Bitchū     | Sōja                                                 | 總社                      | Sōja, Okayama                           |
| San’yōdō   | Bingo      | Sōja-jinja                                           | 総社神社                  | Fuchū, Hiroshima                        |
| San’yōdō   | Aki        | Sōja (Take-jinja)                                    | 総社 (多家神社)           | District d'Aki, Hiroshima               |
| San’yōdō   | Suō        | Kanakiri-jinja (Sōja) (Saba-jinja)                   | ? (佐波神社)              | Sōshachō, Hōfu, Yamaguchi               |
| San’yōdō   | Nagato     | Sōsha                                                | 総社                      | Shimonoseki, Yamaguchi                  |
| Nankaidō   | Kii        | Fumori-jinja ?                                       | 府守神社                  | Wakayama, Wakayama                      |
| Nankaidō   | Awaji      | Jūichimyōjin-jinja                                   | 十一明神神社              | District de Mihara, Hyōgo               |
| Nankaidō   | Awa        | Sōsha                                                | 総社                      | Tokushima, Tokushima                    |
| Nankaidō   | Sanuki     | Sōja                                                 | 総社                      | Sōja, Sakaide, Kagawa                   |
| Nankaidō   | Iyo        | inconnu, sur la rivière Sōjagawa                     |                           | (Imabari), Ehime                        |
| Nankaidō   | Tosa       | Sōsha                                                | 総社                      | Nankoku, Kōchi                          |
| Saikaidō   | Chikuzen   | inconnu                                              |                           |                                         |
| Saikaidō   | Chikugo    | inconnu                                              |                           |                                         |
| Saikaidō   | Buzen      | Sōsha-hachimangū                                     | 惣社八幡宮                | District de Miyako, Fukuoka             |
| Saikaidō   | Bungo      | disparu                                              |                           | Ōita, Ōita                              |
| Saikaidō   | Hizen      | disparu                                              |                           | Saga, Saga                              |
| Saikaidō   | Higo       | Sōshadaimyōjin                                       | 総社大明神                | Kumamoto, Kumamoto                      |
| Saikaidō   | Hyūga      | Tsuma-jinja ?                                        | 都万神社                  | Saito, Miyazaki                         |
| Saikaidō   | Ōsumi      | Haraido-jinja                                        | 祓戸神社                  | Kokubu, Kagoshima                       |
| Saikaidō   | Satsuma    | Shukō-jinja                                          | 守公神社                  | Satsumasendai, Kagoshima                |
| Saikaidō   | Iki        | Sōsha                                                | 総社                      | Iki, Nagasaki                           |
| Saikaidō   | Tsushima   | inconnu                                              |                           |                                         |

## Sanctuaires de soja de haut rang
La plupart des sanctuaires Soja sont relativement de faible rang. Cependant, voici quelques sanctuaires Soja de rang plus élevé qui sont également des sanctuaires Beppyo. Voici une liste de ces sanctuaires.
- Shizuoka Sengen-jinja
- Togakushi-jinja
- Washinomiya-jinja
- Nangū-taisha
- Mishima-taisha
- Nogi-jinja
- Ōkunitama-jinja
- Kōra-taisha
- Hakodate Hachiman-gū (en)
- Owari Ōkunitama-jinja (en)
- Hotaka-jinja (en)
- Itatehyōzu-jinja (en)
- Iminomiya-jinja (en)
- Nitta-jinja (Satsumasendai) (en)